# Isabeau Levito
Isabeau Levito, née le 3 mars 2007, est une patineuse artistique américaine. Elle est médaillée d'or du championnats du monde junior 2022 et médaillée d'argent du Grand Prix de 2022-2023.

## Biographie
Née le 3 mars 2007 à Philadelphie, en Pennsylvanie, Isabeau Levito est la fille d'immigrés italiens qui ont déménagé aux États-Unis en 1997. Elle porte le prénom du personnage Isabeau d'Anjou, joué par Michelle Pfeiffer dans le film Ladyhawke. Elle vit à Mount Holly, New Jersey.

### Carrière sportive

#### Parcours junior
Aux championnats du monde juniors 2022, à Tallinn, en Estonie, Isabeau Levito remporte le programme court, introduisant une combinaison Lutz-loop dans la compétition, avec un score de 72,50. Elle termine deuxième lors du programme long mais reste première au classement général et remporte la médaille d'or. Elle est la première Américaine à remporter les championnats du monde juniors depuis Rachael Flatt en 2008.

#### Saison 2022-2023
Lors du Skate America 2022, Isabeau Levito s’est classée deuxième avec 206,66 points, devenant à 15 ans la plus jeune Américaine sur un podium de cette compétition depuis 15 ans. Elle remporte la médaille d'argent devant ses deux compatriotes.
Lors de la Finale du Grand Prix, à Turin, Isabeau Levito réalise un score de 69.26 pour son programme court puis de  127.97 pour son programme libre. Elle termine à la deuxième place et remporte sa première médaille d'envergure dans une compétition internationale senior à seulement 15 ans,.

## Palmarès
| Compétition                                                                                         | 2022    | 2023    | 2024    | 2025    |  |  |  |  |  |  |  |  |  |  |
| Jeux olympiques d'hiver                                                                             |         |         |         |         |  |  |  |  |  |  |  |  |  |  |
| Championnats du monde                                                                               |         | 4e      | 2e      | 4e      |  |  |  |  |  |  |  |  |  |  |
| Quatre continents                                                                                   |         | A       |         |         |  |  |  |  |  |  |  |  |  |  |
| Championnats des États-Unis                                                                         | 3e      | 1re     | 3e      | F       |  |  |  |  |  |  |  |  |  |  |
| Championnats du monde juniors                                                                       | 1re     |         |         |         |  |  |  |  |  |  |  |  |  |  |
| |         |         |         |         |  |  |  |  |  |  |  |  |  |  |
| Grand Prix ISU                                                                                      | 2021/22 | 2022/23 | 2023/24 | 2024/25 |  |  |  |  |  |  |  |  |  |  |
| Finale du Grand Prix                                                                                | CA      | 2e      | 5e      |         |  |  |  |  |  |  |  |  |  |  |
| Skate America                                                                                       |         | 2e      | 2e      | 3e      |  |  |  |  |  |  |  |  |  |  |
| Coupe de Chine                                                                                      |         | 2e      |         |         |  |  |  |  |  |  |  |  |  |  |
| Trophée de France                                                                                   |         |         | 1re     |         |  |  |  |  |  |  |  |  |  |  |
| Légende : A = Abandon ; F = Forfait ; CA = Compétitions annulées à cause de la pandémie de Covid-19 |         |         |         |         |  |  |  |  |  |  |  |  |  |  |